# Wehrmachtbefehlshaber Ostland

Kommandoflagge für einen Wehrmachtbefehlshaber

Der Wehrmacht(s)befehlshaber Ostland war eine Dienststellung im Reichskommissariat Ostland mit Sitz in Riga.

## Geschichte
Am 25. Juli 1941 wurde die Dienststellung aus dem am 20. Juni 1941 aufgestellten Verfügungsstab Stettin eingerichtet. Mit der Einrichtung des Wehrmachtbefehlshabers im Generalbezirk Weißruthenien aus dem Kommandierender General der Sicherungstruppen und Befehlshaber in Weißruthenien Anfang 1944 wurde das Sicherungsgebiet Weißruthenien an diesen abgegeben.
Zum 30. September 1944 wurde der Wehrmachtbefehlshaber aufgelöst.

## Gliederung
Folgende territoriale Zuweisung der Oberfeldkommandanturen erfolgte:
- Oberfeldkommandantur 392 (Minsk) Sicherungsgebiet Weißruthenien
- Oberfeldkommandantur 394 (Riga) Sicherungsgebiet Lettland
- Oberfeldkommandantur 396 (Kauen/Kowno) Sicherungsgebiet Litauen

1943:
- 1. Juni: LXI. Reserve-Korps, 141. und 151. Reserve-Division
- 8. November:
  - Kommandierender General der Sicherungstruppen und Befehlshaber in Weißruthenien
  - 221. Sicherungs-Division
  - Kavallerie-Regiment Mitte
  - LXI. Reserve-Korps
  - 141. Reserve-Division
  - 151. Reserve-Division

## Wehrmachtbefehlshaber Ostland
- General der Kavallerie z. V. Walter Braemer (1941 bis April 1944)
- General der Panzertruppe Werner Kempf (April bis September 1944)

## Bekannte Personen
- Generaloberstabsveterinär Otto Budnowski: vom 1. Juli 1941 bis zum 15. April 1942 beim Wehrmachtbefehlshaber
- Generalstabsarzt Erich Pröhl: von der Aufstellung bis November 1942
- Oberst Felix Vodepp